# 中華民國在臺遷都議題
中華民國的首都在兩岸分治後，位於臺灣地區的臺北市。但是在中華民國內部，常有人主張把首都從臺北市遷都到其他地方。贊成理由主要包含平衡資源分配、應對氣候變遷或政治風險等。惟行政院尚未訂定具體遷都政策。

## 背景
臺灣自清治末期開始，政府中樞就一直設置於臺北，包括中華民國政府在1949年遷往臺灣後，也以臺北做為中央政府所在地。而長期以臺北為中心的建設政策，造成「從臺北看臺灣」的「臺北觀點」，各項資源過度集中臺北，北部過於擁擠及北中南發展失衡，又由於產業外移所導致臺灣中南部長期經濟不景氣的情況，逐漸形成南北對立的情勢，因此有人提出遷都中南部以平衡南北發展。
此外，氣候變遷，地球均溫逐漸升高，海平面亦逐漸升高，若2030年，平均溫度上升2度以上，海平面上升將使地勢低窪的台北盆地更易受水患威脅，故有學者認為，將首都遷往台中或其他較不易淹水的地方，就長遠而言是正確的。此外，新冠肺炎疫情重傷雙北，雙北承接了政治、經濟、文教等領域機能，幾乎所有的重要政府部門機關都全集中在雙北，疫情造成政府相關全國性部會功能下降很多，未來也應在疫情控制後，規劃將部份政府機關應以分散風險為考量移到中南部，以減少未來類似複合式災難發生時，造成幾乎全部停擺之困境。事實上中興新村於1955年設立就是有此分散風險之目的，減少中國人民解放軍若直取台北造成全部政府部門停擺，直接被完全斬首、受制於人的困境。

## 遷都意見
支持者則舉近現代美國、巴西等國之遷都前例，認為在台灣高鐵興建後，遷都可加強內需、調整臺灣國土規畫的偏頗失當、緩和北部過於擁擠的問題、調和北部與中南部之差距、緩和南北對立的情勢、改善各地房價物價差異、及分散國家安全風險，而2019年8月26日印尼推出十年的遷都計畫——離開雅加達至東加里曼丹（位處婆羅洲），亦為氣候變遷做出反應。
1908年，澳洲訂立首都時，亦選擇坎培拉為首都，該市大約位於兩大城市雪梨與摩爾本地理中點，亦為平衡東西兩大城市均衡發展，百年之後，此一措施為成功之舉，雪梨、墨爾本皆各自發展良好；1857年12月31日，維多利亞女王選擇渥太華為加拿大省的首都（包括現在的安大略和魁北克）。雖然現代的渥太華是加拿大第四大城市，但在當年，她僅僅是一個木材貿易通道中的內陸小鎮，並且距離殖民地的幾個主要城市（東部的蒙特婁和魁北克城；西部的多倫多和京斯敦）路途遙遠。女王的顧問們建議渥太華成為首都之選有兩大重要理由：首先，渥太華是唯一具有一定規模、並且位於加拿大省東西部邊界地（現安大略與魁北克邊界）的城市，定都於此是平衡兩個殖民地及其英裔、法裔居民的聰明妥協之舉；其次，1812年戰爭表明，其他主要城市容易受到美國人的攻擊，因為過於靠近美加邊界。渥太華位於腹地，易於防守，渥太華河及麗都運河使之與加拿大東西部之間交通極為便利。另外兩個方面的考慮是：渥太華正好介於多倫多和魁北克城之間（距離這兩個城市都是500公里）；若以台灣平衡南北，以澳洲及加拿大為借鏡，確實以台中定都能平衡南北發展為最佳措施。
而地理條件上，仍以台中市為較多推舉的地點，國防上以台中也較為易守且較不易被斷絕（相較於北部若以桃園登陸的話，就直進台北，退無可退，若進攻中部，多為不可登陸海岸，且登陸，南北皆可往中部夾擊），防守撤退線也可從臺中往內延伸至省議會舊址駐地霧峰區，最後再進到最深處南投市中興新村的省政府大廈。更深亦可退進埔里。

## 方案與程序
較多人討論的遷都地點，包括高雄市，臺中市，但都窒礙難行 惟於2010年部分行政區合併改制時，行政院並未規劃遷都相關事宜。現階段推動遷都者，則有主張以立法或公民投票方式決定新首都地點者。

### 臺中市
前臺中市市長林佳龍即於立法委員任內提出「國會（立法院）遷都臺中」的副都計畫，以平衡國土規劃之區域發展，獲得前中華民國總統李登輝與當時的民進黨總統候選人蔡英文支持。前行政院院長賴清德亦支持此構想臺中市位於臺灣中部、分擔部分首都功能，如韓國的世宗市。林佳龍強調，韓國政府為了解決首都擁擠及城鄉發展不均的問題，投入資源設立世宗市，為鼓勵公務員及居民更願意搬遷至該處，結合教育、交通、環保，不只是要建行政新都，更要打造成宜居城市，值得台中市借鏡。

### 南投縣
中興新村，為臺灣省政府所在地，但省府因為「精省」後已凍結組織，現今幾乎沒有功能，然中興新村原有之行政設施仍存，國防有自然屏障，是其中之一的支持聲音。就歷史上來說，1949撥遷來台的中華民國政府，於1957年選擇將台灣省政府搬遷到中興新村，實為經過許多考量：
1. 為防範中國人民解放軍渡海轟炸台北而癱瘓行政中樞。
2. 考量到「中共揚言要攻打台北」的情況下，因此軍政高層決意分散解放軍之首都斬首行動風險，美軍顧問團亦提出同樣建議，避免北部被斬首，遂決定將台灣省政府遷移到中部地區。

然而目前已精省，但當初在諸多考量及美軍建議下的行動，確實有其意義。而然，疫情合併美中對抗，中共一直揚言武力犯台，美國亦拉攏各國形成聯盟，如歐盟、日本、韓國、澳洲等，一同抗中，台灣海峽的軍事緊張氣氛更高。